# Teodoro Abucara
Teodoro Abucara (en griego: Θεόδωρος Ἀβουκάρας, Theodoros Aboukaras, en árabe: تواضروس أبو قرة‎, Tawaďros Abū-Qurrah; c. 750, – c. 825) fue un obispo y teólogo sirio melquita del s. IX que vivió en la primera época islámica.

## Biografía
Abucara nació alrededor de 750 en la ciudad de Edesa (Şanlıurfa), en el norte de Mesopotamia (Urfa, Turquía) y fue el obispo calcedonio (o melquita) de la cercana ciudad de Harrán, hasta algún momento durante el arzobispado de Teodoreto de Antioquía (795-812). Miguel el Sirio, que discrepaba con Abucara, afirmaría posteriormente que el arzobispo había depuesto a Abucara por hereje, aunque no parece que fuera así. Entre 813 y 817 debatió con los monofisitas en la corte armenia de Ashot Msakeri.
Alrededor de 814 Abucara visitó Alejandría. En su camino, se detuvo en el monte Sinaí, donde, según Ibn Tufail (Abentofail), escribió el Libro del Maestro y el Discípulo (actualmente atribuido a Tadeo de Edesa). Murió entre 820 y 825.

## Escritos
Abucara fue uno de los primeros autores cristianos en usar el árabe junto a Abú Raita de Tikrit, Ammar al-Basri y Abdulmasih al-Kindi. Algunas de sus obras fueron traducidas al griego, lo que permitió que circularan por el Imperio Bizantino. Escribió treinta tratados en siríaco, pero ninguno de ellos ha podido ser identificado hasta ahora. Sus escritos constituyen un importante testimonio para el pensamiento cristiano durante el primer periodo islámico. Muchos de ellos fueron editados con sus traducciones al alemán por Georg Graf y fueron posteriormente traducidos al inglés por John C. Lamoreaux.
Abucara defendió la corrección de su fe frente a los ataques habituales procedentes del Islam, el Judaísmo y los cristianos que no aceptaban las formulaciones doctrinales del Concilio de Calcedonia, y al hacerlo reformuló algunas enseñanzas tradicionales cristianas, a veces utilizando el lenguaje y los conceptos de los teólogos musulmanes. Por tal motivo, ha sido descrito por Sidney H. Griffith como un cristiano mutakallim. Atrajo la atención de, al menos, un musulmán mu'tazili mutakallim, Isa ibn Sabih al-Murdar (muerto en 840), de quien hay constancia (dejada por el escritor biobibliográfico, Ibn al-Nadim, muerto en 995) de haber escrito una refutación de Abucara. Los temas que abordó fueron, en general, la doctrina de la Trinidad, la Encarnación y los Sacramentos, así como la práctica de rezar mirando a oriente (en lugar de hacia Jerusalén o la Meca) y la veneración de la cruz y otras imágenes.
En su obra Las preguntas del Sacerdote Musa, durante sus dos primeros discursos ("Sobre la Existencia de Dios y de la Verdadera Religión") utilizó un experimento mental en el que se imaginó haber crecido lejos de la civilización (en una montaña), descendiendo luego a la "ciudades" para investigar acerca de la verdad de la religión: un intento de proporcionar un argumento filosófico en apoyo del cristianismo de Calcedonia desde los primeros principios.
Abucara también tradujo el pseudo-artistotélico De virtutibus animae del griego al árabe para Táhir ibn Husayn en algún momento, tal vez alrededor de 816.

## Obras publicadas
- Algunas obras en J.-P. Migne, Patrologia graeca, 97
- I. Arendzen, Theodori Abu Kurra De cultu imaginum libellus e codice arabico (Bonn, 1897)
- C. Bacha, Les oeuvres arabes de Théodore Aboucara (Beyrout, 1904)
- C. Bacha, Un traité des oeuvres arabes de Théodore Abou-Kurra (Trípoli [Syria] – Rome, 1905)
- G. Graf, Die arabischen Schriften des Theodor Abu Qurra, Bischofs von Harran (c. 740–820), in Forschungen zur christlichen Literatur- und Dogmengeschichte, X Band, 3/4 Heft (Paderborn, 1910)
- L. Cheikho, 'Mimar li Tadurus Abi Qurrah fi Wugud al-Haliq wa d-Din al-Qawim', al-Machriq, 15 (1912), pp. 757–74, 825–842
- G. Graf, Des Theodor Abu Kurra Traktat uber den Schopfer und die wahre Religion (Munster, 1913)
- I. Dick, 'Deux écrits inédits de Théodore Abuqurra', Le Muséon, 72 (1959), pp. 53–67
- S. H. Griffith, 'Some Unpublished Arabic Sayings Attributed to Theodore Abu Qurrah', Le Muséon, 92 (1979), pp. 29–35
- I. Dick, Théodore Abuqurra. Traité de l'existence du Créateur et de la vraie religion / Maymar fi wujud al-Kaliq qa-l-din al-qawim li-Thawudhurus Abi Qurra (Jounieh, 1982)
- S. K. Samir, 'Kitab "Jami' wujuh al-iman" wa-mujadalat Abi Qurra 'an salb al-Masih', Al-masarra, 70 )1984), 411–27
- I. Dick, Théodore Abuqurra. Traité du culte des icônes / Maymar fi ikram al-ayqunat li-Thawudhurus Abi Qurra (Jounieh, 1986)
- S. H. Griffith, 'Theodore Abû Qurrah's Arabic tract on the Christian practice of venerating images', Journal of the American Oriental Society, 105 (1985)
- R. Glei and A. Khoury, Johannaes Damaskenos und Theodor Abu Qurra. Schriften zum Islam (Wurzburg, 1995), pp. 86–127, 148–49, 150–53
- Teodoro Abū Qurrah, La difesa delle icone. Trattato sulla venerazione delle immagini, introduzione, traduzione, note ed indici a cura di Paola Pizzo (1995), 192p. ISBN 9788816403840
- Yuliyan Velikov, The Word about the Image. Theodore Abū Qurrah and St Cyril the Philosopher and the Defence of the Holy Icons in the Ninth Century, Veliko Turnovo University Press (2009) (in Bulgarian)
- David Bertaina, "An Arabic account of Theodore Abu Qurra in debate at the court of Caliph al-Ma'mun: A study in early Christian and Muslim literary dialogues", Ph.D. diss., Catholic University of America, 2007.
- John C. Lamoreaux, Theodore Abu Qurrah. "English translation of nearly the complete corpus of Theodore Abu Qurrah’s works, with extensive notes on the Arabic and Greek texts.",[10] Brigham Young University, 2006. ISBN 978-0934893008

## Obras disponibles en línea

### Árabe
- C. Bacha, Un Traité des oeuvres arabes de Théodore Abou-Kurra

### Griego
- Obras griegas con traducción al latín, de Migne, Patrologia graeca, vol. 97 y 94) (París, 1865)

### Traducciones
- Inglés: Debate of Theodore Abu Qurra at the court of al-Ma'mun (Arabic text and English translation) por David Bertaina, 2007
- Alemán: G. Graf, Die arabischen Schriften des Theodor Abû Qurra
- Francés: Tratado sobre la veneración de las imágenes y Demostración de la fe de la Iglesia a través de los dos Testamentos y los Concilios
- Ruso: G. Sablukov, Traducción de 15 obras griegas de Teodoro Abucara sobre el islam, Missioner 6 (1879), and Diálogo con un musulmán